# Varhanní recitál
Varhanní recitál je koncert složený výhradně z varhanní hudby. Takové recitály se nejčastěji konají v rámci varhanních festivalů (např. Mezinárodní varhanní festival Audite Organum v Praze, Mezinárodní varhanní festival Olomouc a další).